# V520 Carinae
V520 Carinae eller HD 93070, är en ensam stjärna i norra delen av stjärnbilden Kölen och ingår möjligen i rörelsegruppen IC 2391 av stjärnor med gemensam egenrörelse. Den har en skenbar magnitud av ca 4,58 och är synlig för blotta ögat där ljusföroreningar ej förekommer. Baserat på parallaxmätning inom Hipparcosuppdraget på ca 2,9 mas, beräknas den befinna sig på ett avstånd på ca 1 140 ljusår (ca 350 parsek) från solen. Den rör sig bort från solen med en heliocentrisk radialhastighet på ca 9 km/s.

## Egenskaper

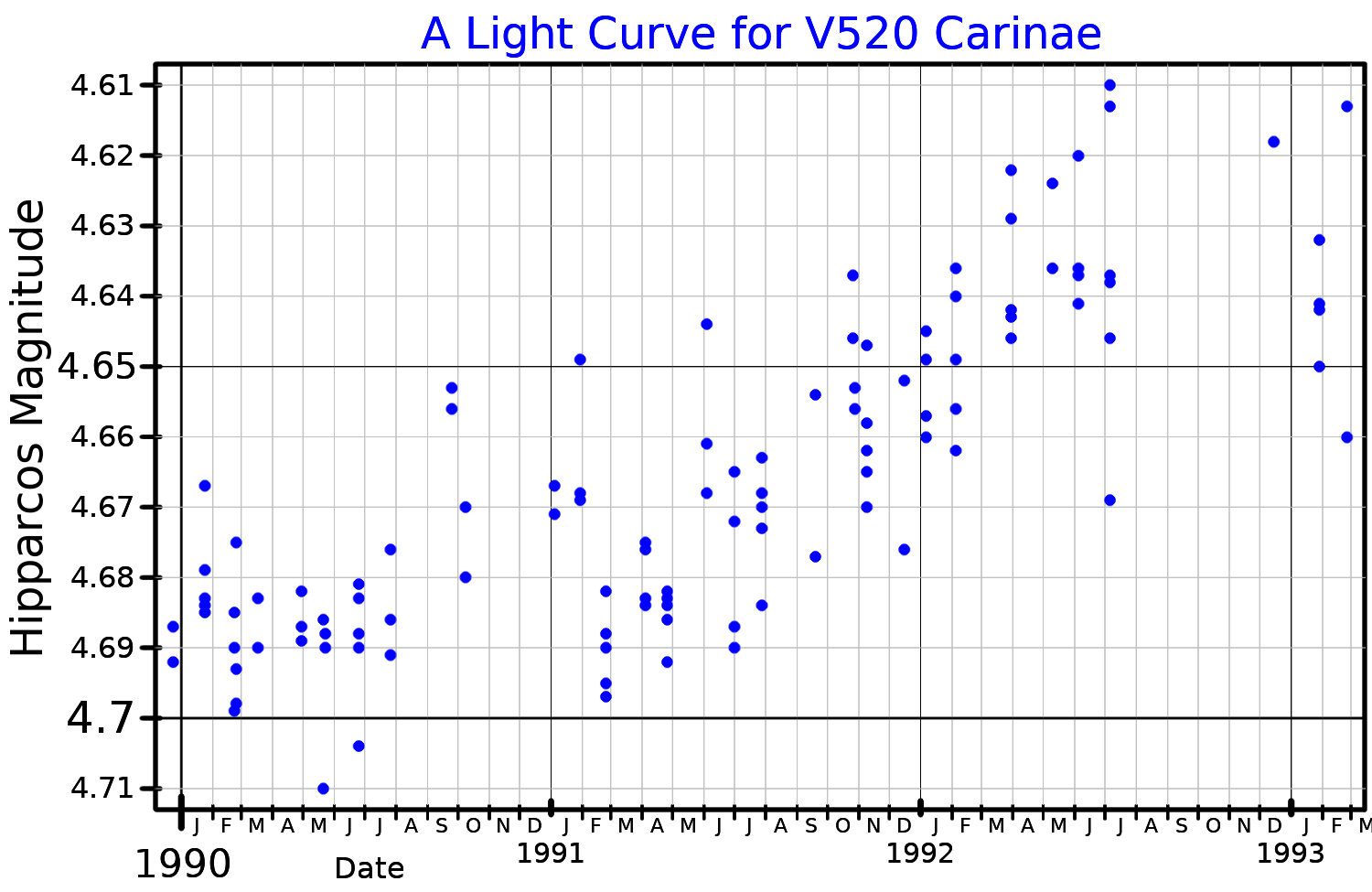
Ljuskurva för V520 Carinae, plottad från Hipparcos-data.

V520 Carinae är en orange till röd jättestjärna i huvudserien av spektralklass K4 III även om Humphreys (1970) klassificerade den som en superjätte av spektralklass K3 Ib. Den har en massa som är ca 8 solmassor,  en radie som är ca 131 solradier och har ca 3 600 gånger solens utstrålning av energi från dess fotosfär vid en effektiv temperatur av ca 3 900 K. Analyser av stjärnans rörelser tyder på att den kan vara en spektroskopisk dubbelstjärna och då med en massa av 1,014 solmassa.

## Variation
V520 Carinae är en misstänkt långsam irreguljär variabel av typ Lc och dess ljusstyrka varierar från magnitud +4,50 till +4,59 utan periodicitet.